# Wald (Appenzell Rhodes-Extérieures)
Pour les articles homonymes, voir Wald.
Wald est une commune suisse du canton d'Appenzell Rhodes-Extérieures.

## Géographie

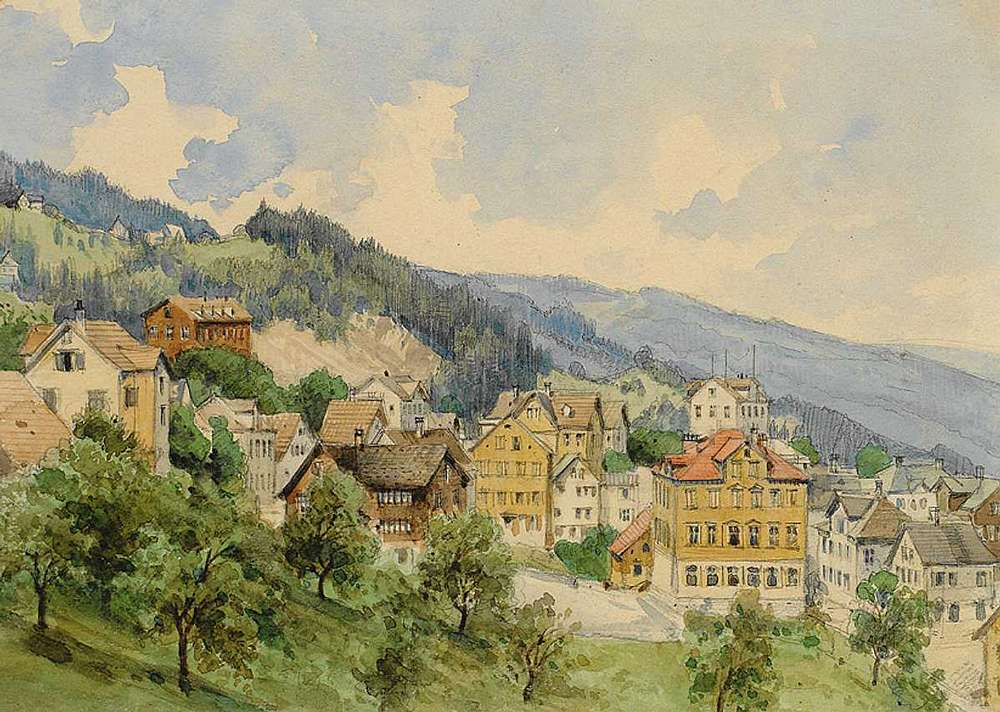
Peinture de Max Bach du village de Wald.

Vue aérienne de 1800 m par Walter Mittelholzer (1927)

La commune de Wald mesure 6,82 km2.

## Démographie
Wald compte 914 habitants au 31 décembre 2022 pour une densité de population de 134 hab/km2. Sur la période 2010-2019, sa population a augmenté de 3,3 % (canton : 4,6 % ; Suisse : 9,4 %).  